# Honorowi Obywatele Frankfurtu nad Odrą

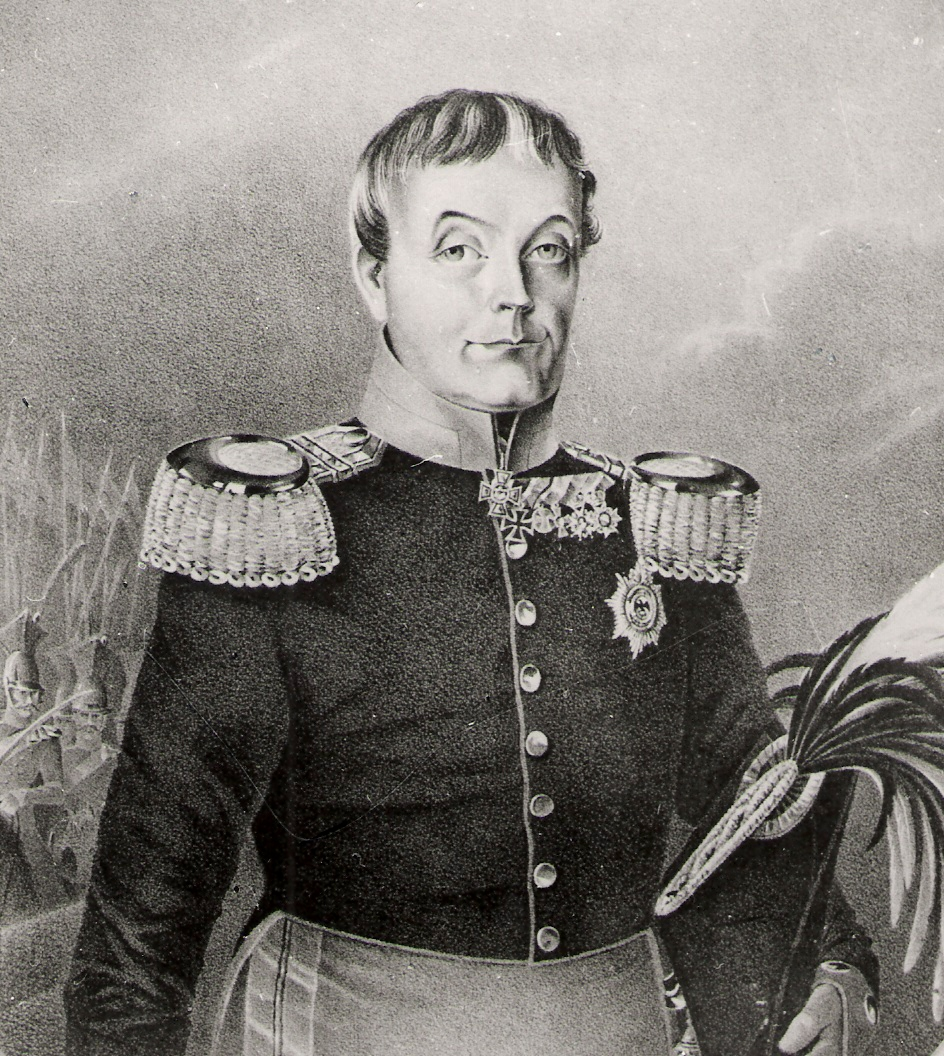
Friedrich August Wilhelm von Brause

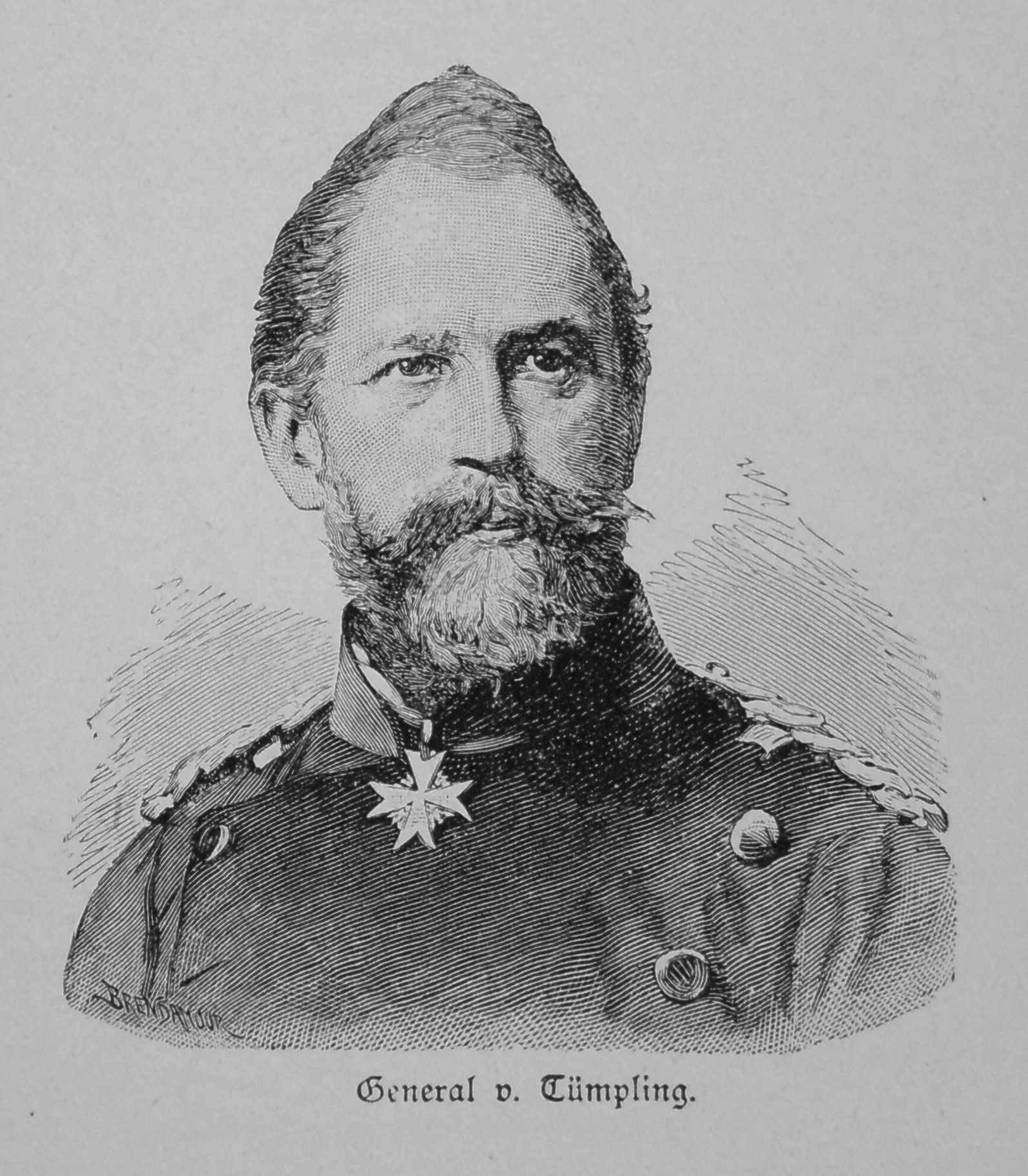
Wilhelm von Tümpling

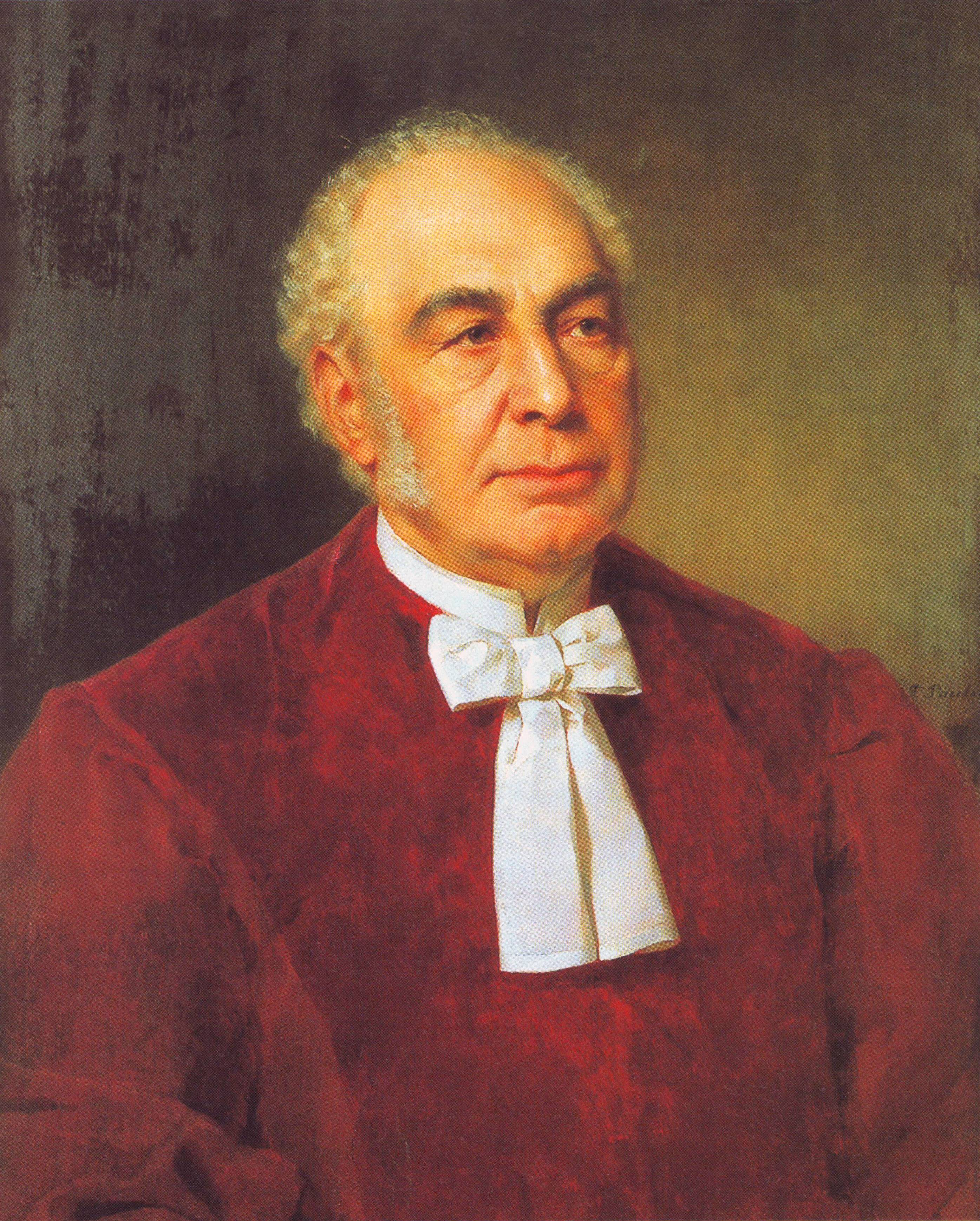
Eduard von Simson

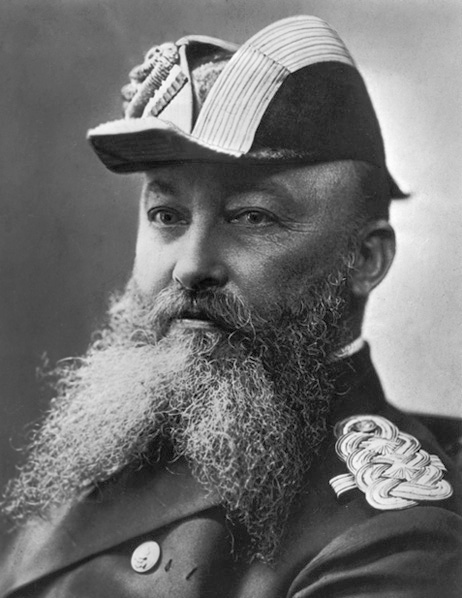
Alfred von Tirpitz

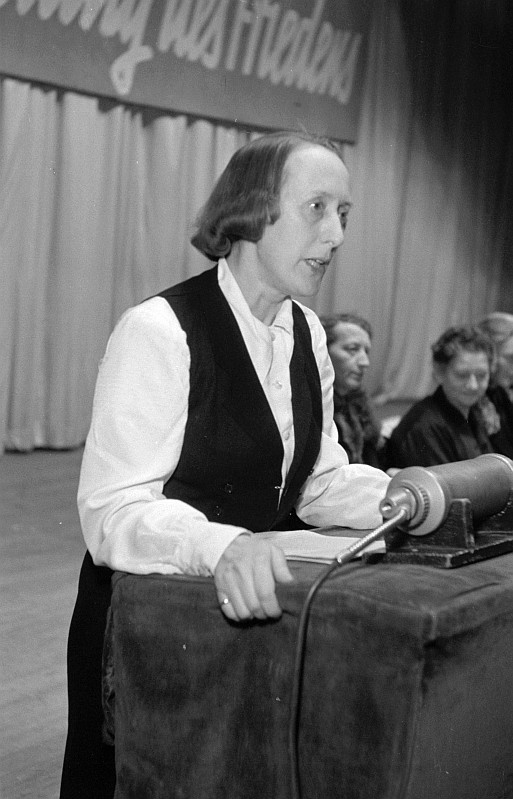
Greta Kuckhoff

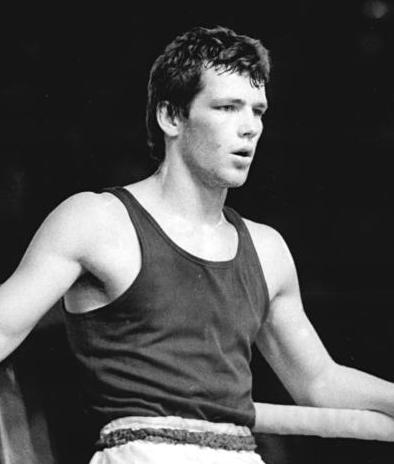
Henry Maske

Honorowi Obywatele Frankfurtu nad Odrą - lista honorowych obywateli niemieckiego miasta Frankfurt nad Odrą.

## Honorowi obywatele miasta

### Związek Niemiecki
- 1830: August Carl Sembach (1758-?), prawnik
- 1831: Friedrich August Wilhelm von Brause (1769-1836), generał piechoty
- 1838: Johann Carl Ferdinand Gerlach (?-1851), prawnik
- 1841: Johann Carl von Corbin, wojskowy, komendant 1. batalionu 8 Pułku Landwery
- 1844: Friedrich von Wißmann (1772-1856), polityk
- 1844: Louis Roquette (1768-1855), kaznodzieja
- 1849: Johann Friedrich Bewert (1780-1863), prezes sądu we Frankfurcie nad Odrą
- 1849: Karl von Gerlach (1792-1863)
- 1852: Friedrich Wilhelm Kurt von Hobe (1792-1866), wojskowy, komendant 5 Brygady Landwery
- 1853: książę Anatol Demidow (1812-1870), rosyjski dyplomata
- 1854: dr Christian Wilhelm Spieker (1780-1858), proboszcz Kościoła Mariackiego, profesor teologii
- 1861: Friedrich Ernst Scheller (1791-1869), prezes sądu apelacyjnego we Frankfurcie nad Odrą
- 1862: Karl Petersen, aptekarz, radny miejski

### Związek Północnoniemiecki
- 1866: Wilhelm von Tümpling (1809-1884), generał piechoty
- 1869: Emanuel Otto Koffka (1816-1899), przewodniczący rady miejskiej
- 1871: Ferdinand Wolf von Stülpnagel (1813-1885), generał piechoty

### Cesarstwo Niemieckie
- 1873: dr Eduard von Simson (1810-1899), prawnik, sędzia sądu administracyjnego we Frankfurcie nad Odrą, prezes Reichsgericht w Lipsku
- 1882: Gustav Robert Maltzahn (1807-1882), prawnik, sędzia
- 1895: Hermann Friedrich Wilhelm von Kemnitz (1826-1900), nadburmistrz Frankfurtu nad Odrą
- 1903: Paul Adolph (1840-1914), nadburmistrz Frankfurtu nad Odrą (1894-1903)
- 1916: Alfred von Tirpitz (1849-1930), wielki admirał
- 1916: Georg Wichura (1851-1923), generał piechoty
- 1917: Georg Richter (1852-1925), nadburmistrz Frankfurtu nad Odrą (1903-1917)

### III Rzesza
- 1933*: Karl Litzmann (1850-1936), generał piechoty
- 1933*: Wilhelm Kube (1887-1943), nadprezydent prowincji Brandenburgia, Gauleiter NSDAP tamże
- 1933*: Adolf Hitler (1889-1945)
- 1933*: Paul von Hindenburg (1847-1934), feldmarszałek, prezydent (1925-1934)

### NRD
- 1967: Greta Kuckhoff (1902-1981), członkini opozycji antynazistowskiej

### RFN
- 1992: Wilhelm Neumann (1904-1996), inżynier budownictwa
- 1995: Henry Maske (ur. 1964), bokser, mistrz świata
- 1997: dr Ursula Sellschopp (1915-1998), lekarka
- 1999: Hans Weiler (ur. 1934), rektor Europejskiego Uniwersytetu Viadrina (1993-1999)

## Wyjaśnienie
* - godność odebrana uchwałą rady miejskiej z listopada 1990.